# Rödelsee
Rödelsee är en kommun och ort i Landkreis Kitzingen i Regierungsbezirk Unterfranken i förbundslandet Bayern i Tyskland.
Kommunen ingår i kommunalförbundet Iphofen tillsammans med staden Iphofen, köpingarna Markt Einersheim och Willanzheim.